# Мауленов, Сырбай
Сырба́й Мауле́нов (каз. Сырбай Мәуленов; 17 сентября 1922, посёлок Тургай, Тургайская область, ныне Джангельдинский район, Костанайская область — 13 февраля 1993) — казахский поэт и писатель, участник ВОВ. Народный писатель Казахской ССР (1990).

## Биография
Происходит из подрода аю рода шакшак племени аргын.
Карьеру начал в городе Кызылорда. Поступил в Кзылординский педагогический институт, на факультет языка и литературы в 1938 году.
В 1941 году был призван в армию, где был заместителем командира стрелковой роты по политчасти в 163-м стрелковом полку (Волховский фронт). 18 января 1943 года был тяжело ранен во время прорыва ленинградской блокады.
После войны был редактором газеты «Казах адебиети» (с 1971) и журнала «Жулдыз». В 1948 году опубликовал «Сборник стихов». Также выпустил поэтические сборники «Голос степей» (1949), «Огни горы» (1952), «Товарищ» (1954), «Избранное» (1958), «Тургайские ворота» (1960 год), «Листья горят» (1964 год), «Полдень» (1966 год) и другие. Также в свет вышли книги стихов «Апрельский дождь» (1967 год) и «Красная арча» (1969 год), которые были удостоены Государственной премии Казахской ССР имени Абая в 1970 году.
Скончался 13 февраля 1993 года, похоронен на Кенсайском кладбище.

## Награды и премии
- Народный писатель Казахской ССР (1990)
- Орден Отечественной войны1-й степени (11 марта 1985)
- Орден Дружбы народов (16 сентября 1982)
- Государственная премия Казахской ССР имени Абая (1970)
- Орден «Знак Почёта» (3 января 1959) — за выдающиеся заслуги в развитии казахского искусства и литературы и в связи с декадой казахского искусства и литературы в гор. Москве
- Медаль «За отвагу» (10 февраля 1943)
- Орден Трудового Красного Знамени
- Медали

## Память
- Именем Сырбая Мауленова названа улица в городе Алматы.
- Именем С. Мауленова названа средняя школа в селе Милисай Жангельдинского рна Костанайской области.
- Именем Сырбая Мауленова названа школа-лицей № 37 в г. Астане.
- Именем Сырбая Мауленова названа школа-гимназия № 24 в г. Костанае.
- Именем Сырбая Мауленова названа улица в г. Костанай

## Произведения С. Мауленова
- Жаңа арна. — Алматы, 1961.
- Жол үстіндегі жалындар. — Алматы, 1963.
- Тартыс таңбасы. — Алматы, 1965.
- Степные зори. — Алматы, 1957.
- Листья горят. — М., 1971.
- Менын Республикам